# CreArt

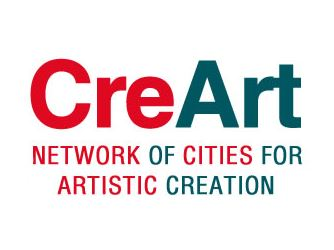
Logo de CreArt

La Red CreArt  es un proyecto de cooperación cultural europeo para la promoción de la creatividad artística, centrado en el campo de las artes plásticas o visuales. Está integrada por 13 ciudades europeas -entre las que se encuentran dos distinguidas como Capitales Europeas de la Cultura, pertenecientes a 11 países de la Unión Europea, además de tres entidades privadas.
Fue impulsada por la Fundación Municipal de Cultura del Ayuntamiento de Valladolid, siendo su responsable, Juan González-Posada, el coordinador de la red. En el año 2012 la red fue reconocida por la Comisión Europea para recibir fondos dentro del Programa Cultura 2007-2013.